# بیلی چایلدیش
بیلی چایلدیش (به انگلیسی: Billy Childish) با نام واقعی استیون جان همپر (Steven John Hamper) ‏متولد ۱ دسامبر ۱۹۵۹، یک هنرمند بریتانیایی است که در زمینه‌های نقاشی، موسیقی، شعر، نویسندگی، عکاسی و فیلم‌سازی فعالیت دارد. او همسر سابق تریسی امین، هنرمند مفهومی انگلیسی، بود.
چایلدیش در اواخر دههٔ ۱۹۷۰ و اوایل دههٔ ۱۹۸۰ یکی از اعضای گروه شاعران مِدوی بود و سپس در سال ۱۹۹۹ به‌همراه چارلز تامسون جنبش هنری استاکیسم را بنیان گذاشت، اما در سال ۲۰۰۱ به‌ علت اختلافِ نظر با تامسون از گروه جدا شد.

## نگارخانه

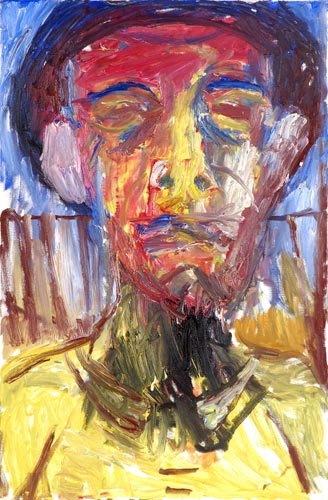
چاپ شستی رنگ‌روغن روی بوم (۱۹۹۷)
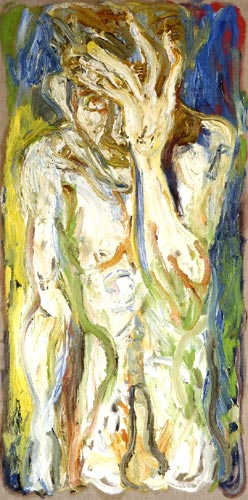
دست روی صورت رنگ‌روغن روی بوم (۲۰۰۰)
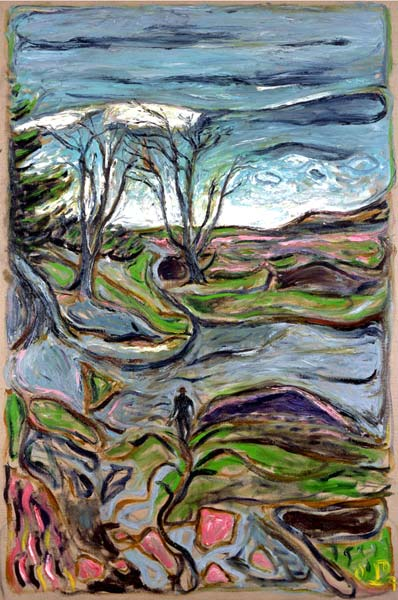
نورث بیچ، سان‌فرانسیسکو رنگ‌روغن روی بوم (۲۰۰۰)
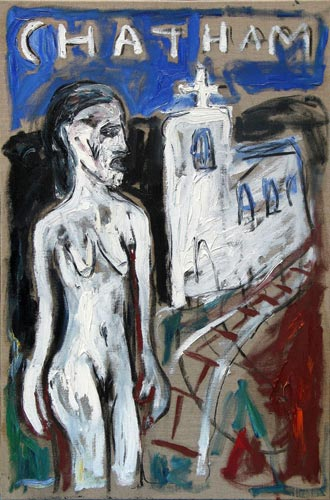
کلیسای سنت جان، کتهم رنگ‌روغن روی بوم (۲۰۰۰)
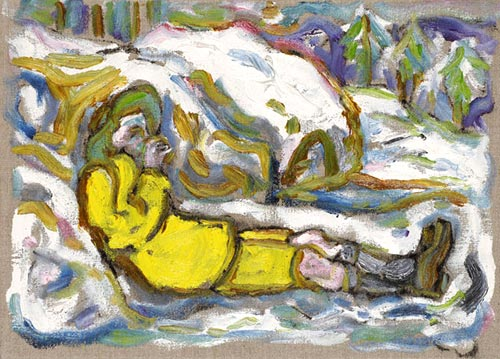
مردی که چای می‌نوشد، اطلس بزرگ رنگ‌روغن روی بوم (۲۰۰۷)
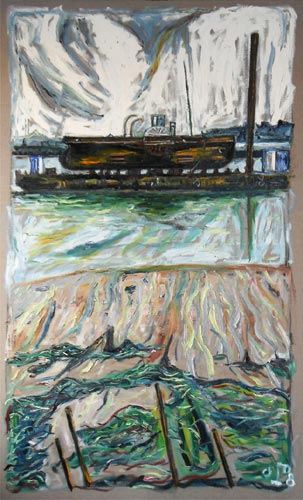
جان اِچ اَمُس ۱ رنگ‌روغن روی بوم (۲۰۰۸)
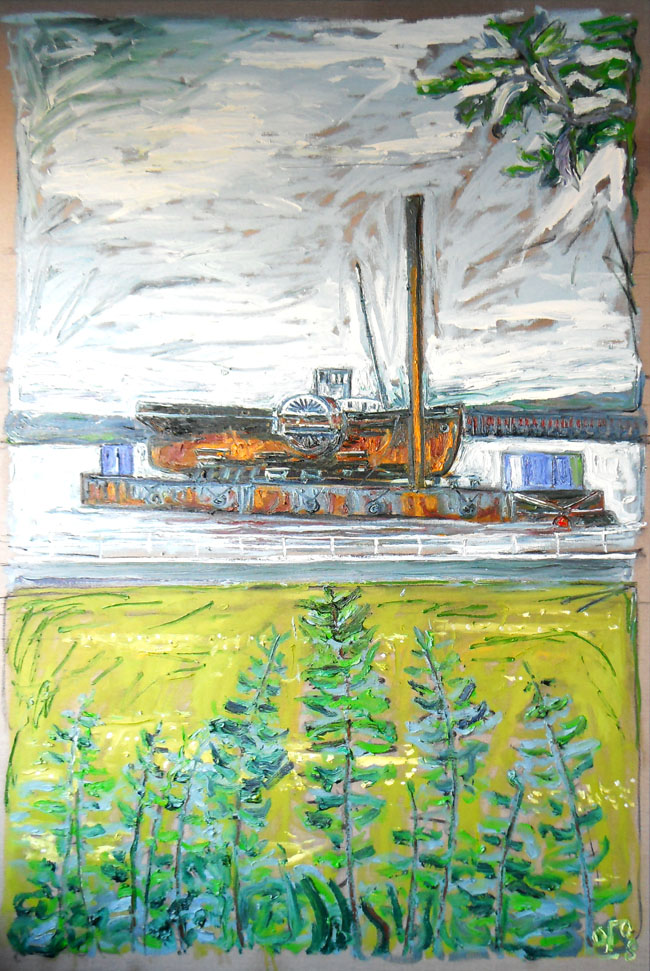
جان اِچ اَمُس ۲ رنگ‌روغن روی بوم (۲۰۰۸)
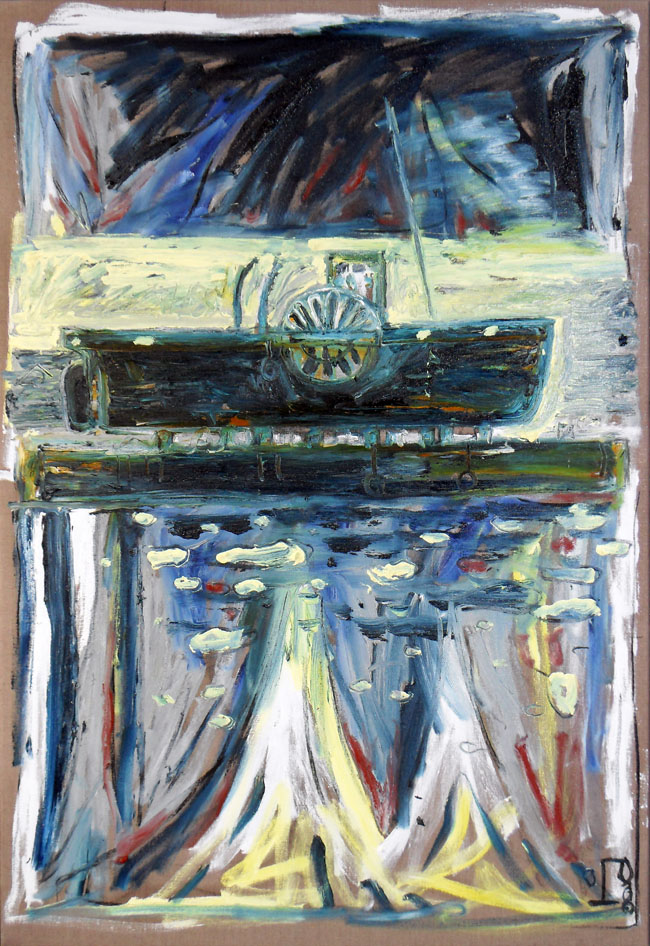
جان اِچ اَمُس ۳
رنگ‌روغن روی بوم (۲۰۰۸)